# Norvegia la Jocurile Olimpice de vară din 2016
Norvegia a participat la Jocurile Olimpice de vară din 2016 de la Rio de Janeiro în perioada 5 – 21 august 2016, cu o delegație de 62 de sportivi, care a concurat în 13 sporturi. Pentru prima data de după Los Angeles 1984, sportivii norvegieni nu au câștigat nicio medalie de aur. Cu patru medalii de bronz, cel mai slab rezultat de după Tokyo 1964, Norvegia s-a aflat pe locul 74 în clasamentul final.

## Participanți
Delegația norvegiană a cuprins 62 de sportivi: 29 de bărbați și 33 de femei. Cel mai tânăr atlet din delegație a fost înotătorul Henrik Christiansen (20 de ani), cel mai bâtrăn a fost ciclista de mountain bike Gunn-Rita Dahle Flesjå (42 de ani).
| Sport        | Masculin | Feminin | Total |
| ------------ | -------- | ------- | ----- |
| Atletism     | 8        | 7       | 15    |
| Canotaj      | 5        | 0       | 5     |
| Ciclism      | 5        | 2       | 7     |
| Golf         | 1        | 2       | 3     |
| Gimnastică   | 1        | 0       | 1     |
| Handbal      | 0        | 14      | 14    |
| Lupte        | 1        | 1       | 2     |
| Navigație    | 2        | 4       | 6     |
| Natație      | 1        | 1       | 2     |
| Taekwondo    | 0        | 1       | 1     |
| Tir          | 3        | 1       | 4     |
| Tir cu arcul | 1        | 0       | 1     |
| Triatlon     | 1        | 0       | 1     |
| Total        | 29       | 33      | 62    |

## Medaliați
| Medalie | Nume | Sport   | Probă                                  | Dată      |
| ------- | --- | ------- | -------------------------------------- | --------- |
| Bronz   | Kjetil Borch Olaf Tufte | Canotaj | Dublu vâsle (2×) masculin              | 11 august |
| Bronz   | Kristoffer Brun Are Strandli | Canotaj | Dublu vâsle ctg. ușoară (L2×) masculin | 12 august |
| Bronz   | Stig André Berge | Lupte   | 59 kg greco-romane masculin            | 14 august |
| Bronz   | Echipa națională feminină Kari Aalvik Grimsbø Ida Alstad Emilie Hegh Arntzen Stine Bredal Oftedal Marit Malm Frafjord Camilla Herrem Veronica Kristiansen Amanda Kurtović Katrine Lunde Heidi Løke Mari Molid Nora Mørk Linn-Kristin Riegelhuth Koren Sanna Solberg | Handbal | Turneul feminin                        | 20 august |